# 김신진
김신진(한국 한자: 金信珍, 2001년 7월 13일 ~ )은 대한민국 출신의 축구 선수로, 포지션은 공격수이다. 현재 강원 FC 소속이다.

## 클럽 경력
2022시즌을 앞두고 FC 서울에 입단했다.